# Yuka Katō
Yuka Katō (jap. 加藤ゆか Katō Yuka; ur. 30 października 1986 w Toyokawie) – japońska pływaczka, specjalizująca się głównie w stylu motylkowym.
Startowała w dwóch edycjach igrzysk olimpijskich. Podczas igrzysk w Pekinie zajęła 23. miejsce w konkurencji 100 m stylem motylkowym oraz 6. miejsce w sztafecie 4 × 100 m stylem zmiennym, natomiast na igrzyskach w Londynie otrzymała brązowy medal w sztafecie 4 x 100 m stylem zmiennym, jak również zajęła indywidualnie 11. miejsce w konkurencji 100 m stylem motylkowym.
W 2007 roku została złotą i srebrną medalistką uniwersjady. W swej karierze zdobyła też cztery medale igrzysk azjatyckich (2006, 2010).